# Nanos manomboensis
Nanos manomboensis là một loài bọ cánh cứng trong họ Bọ hung (Scarabaeidae).